# Starnoenas cyanocephala
Starnoenas cyanocephala sau porumbelul cu cap albastru este o specie de pasăre columbiformă din familia Columbidae, endemică pentru Cuba. Este singura specie din genul Starnoenas.

## Taxonomie
În 1734, naturalistul englez Eleazar Albin⁠(d) a inclus o imagine și o descriere a porumbelului cu cap albastru în cartea sa A Natural History of Birds. Desenul său a fost realizat pornind de la o pasăre vie care fusese adusă în Anglia din Indiile de Est. În 1758, când naturalistul suedez Carl Linnaeus și-a actualizat Systema Naturae pentru cea de-a zecea ediție, el a plasat porumbelul cu cap albastru alături de toți ceilalți porumbei în genul Columba. Linnaeus a inclus o scurtă descriere, a inventat numele binomial Columba cyanocephala și a citat lucrarea lui Albin. Epitetul specific combină cuvântul din greaca veche kuanos care înseamnă „albastru închis” și -kephalos care înseamnă „cu cap”. În prezent, este singura specie din genul Starnoenas, care a fost introdus de naturalistul francez Charles Lucien Bonaparte în 1838. Specia este monotipă: nu sunt recunoscute subspecii.

## Descriere
Această pasăre are corpul în principal de culoare maro scorțișoară, cu o coroană de un albastru strălucitor, o dungă neagră pe ochi, o dungă facială albă și o gorgotă neagră mărginită de marcaje albe și pestrițe albastre pe laterale. Are o lungime de 30-33 cm.

## Galerie

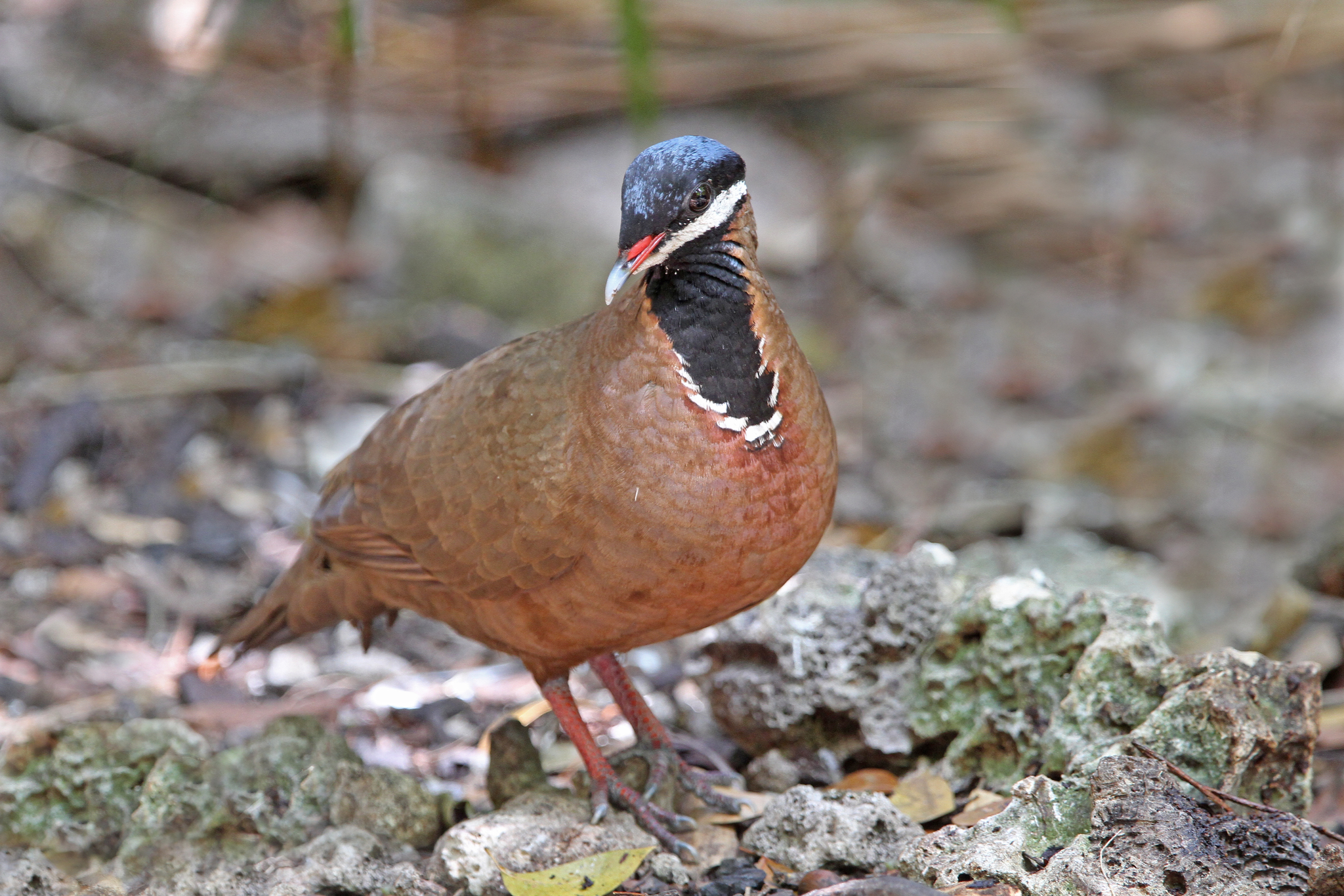
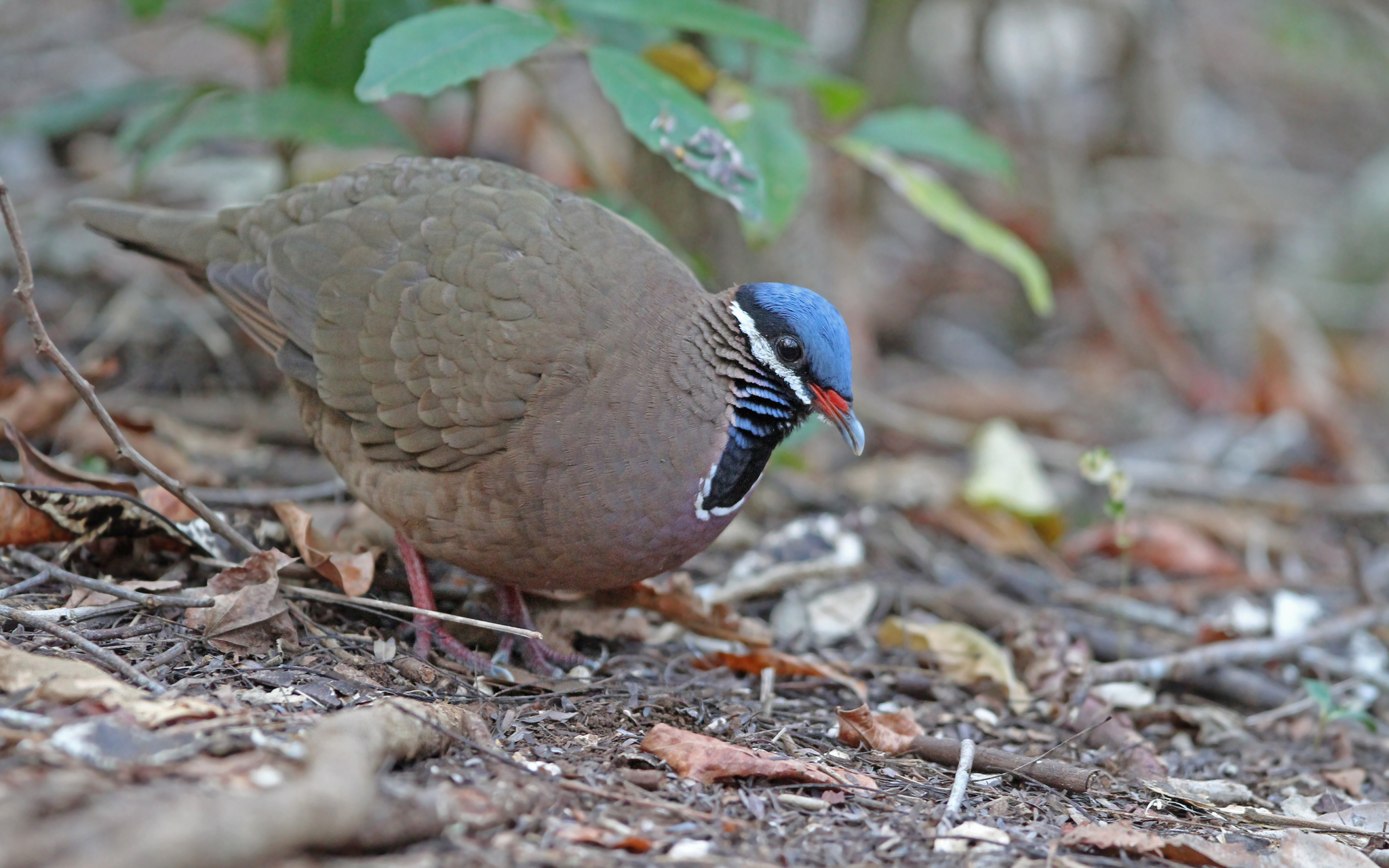
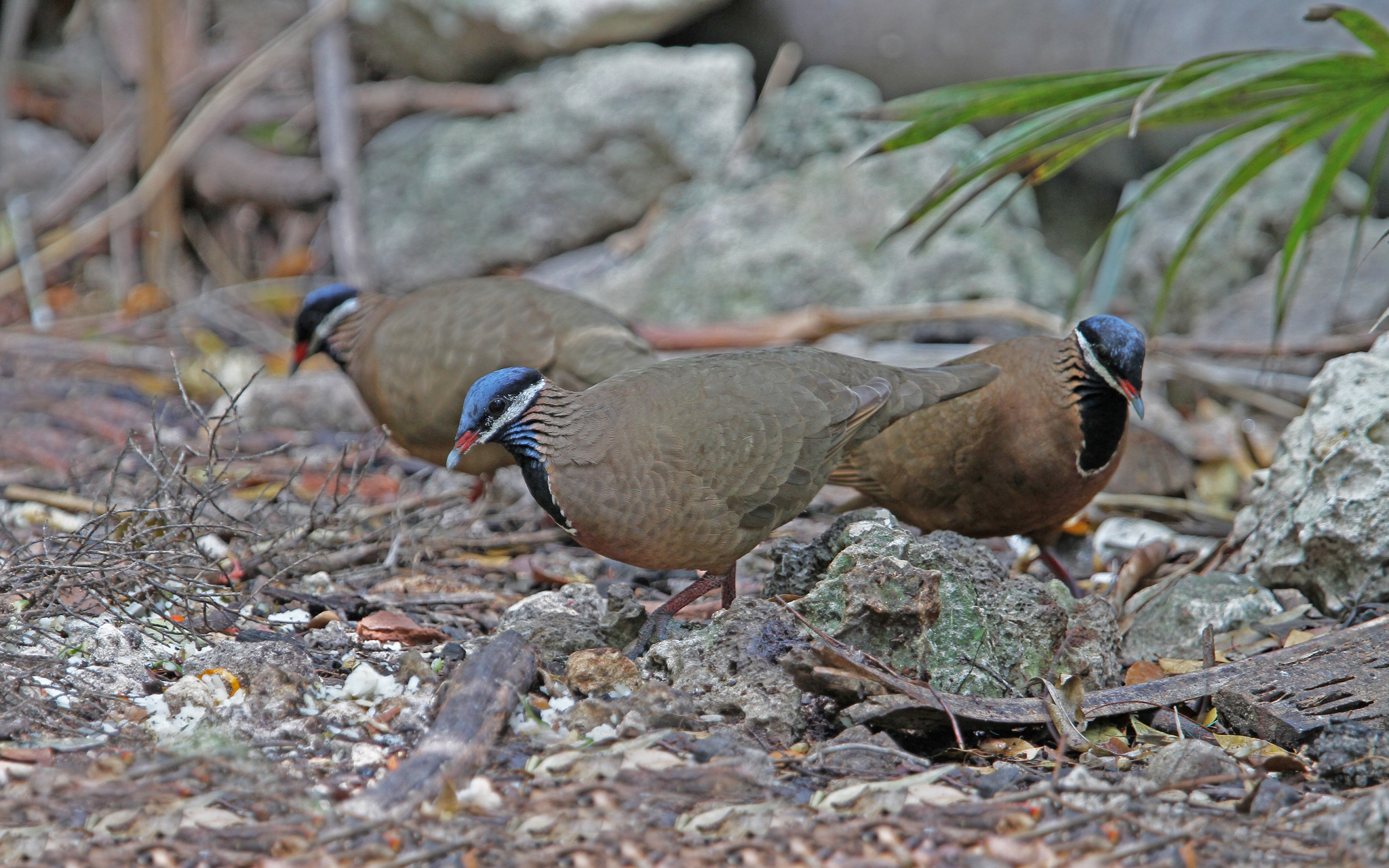